# Úherce
Úherce är en ort i Tjeckien.   Den ligger i regionen Plzeň, i den västra delen av landet, 100 km väster om huvudstaden Prag. Úherce ligger 344 meter över havet och antalet invånare är 222.
Terrängen runt Úherce är platt.Runt Úherce är det ganska tätbefolkat, med 134 invånare per kvadratkilometer. Närmaste större samhälle är Plzeň, 12,8 km öster om Úherce. Trakten runt Úherce består till största delen av jordbruksmark.